# Guillemont Road Cemetery
Guillemont Road Cemetery is een Britse militaire begraafplaats met gesneuvelden uit de Eerste Wereldoorlog, gelegen in de Franse gemeente Guillemont in het departement Somme. De begraafplaats ligt 650 m ten zuidwesten van het centrum van het dorp. Ze werd ontworpen door Herbert Baker en wordt onderhouden door de Commonwealth War Graves Commission. Het terrein heeft een min of meer rechthoekige vorm met een oppervlakte van 8.305 m² en is omgeven door een lage natuurstenen muur. De toegang bestaat uit een poortgebouw in witte natuursteen met zuilen. Het Cross of Sacrifice staat centraal tegen de westelijke muur en de Stone of Remembrance staat centraal tegen de oostelijke muur. De 121 oorspronkelijke graven liggen in perk I in de zuidwestelijke hoek.
Er worden 2.265 doden herdacht waarvan 1.523 niet meer geïdentificeerd konden worden.

## Geschiedenis
Bij het begin van de Slag aan de Somme in juli 1916 was Guillemont door de Duitse troepen als een sterk verdedigingsbolwerk uitgebouwd. Het dorp werd op 30 juli 1916 door de 2nd Royal Scots Fusiliers veroverd maar konden het niet behouden. Daarna werd het voor een korte periode door de 55th (West Lancashire) Division ingenomen en op 3 september 1916 bezet door de 20th (Light) en de  16th (Irish) Divisions. In maart 1918 werd het echter tijdens het Duitse lenteoffensief door hen heroverd maar definitief op 29 augustus 1918 door de 18th en de 38th (Welsh) Divisions ingenomen.
De begraafplaats werd door gevechtseenheden en eenheden van de hulpposten (field ambulances) na de slag bij Guillemont (september 1916) opgestart. In maart 1917 werd ze gesloten. Na de wapenstilstand werd de begraafplaats sterk uitgebreid door de concentratie van gesneuvelden uit de onmiddellijke omgeving van het dorp en de Hardecourt French Military Cemetery, die werd ontruimd.
Er worden 2.259 Britten, 2 Canadezen, 1 Australiër, 1 Zuid-Afrikaan en 2 Duitsers herdacht. Voor 8 Britten werden Special Memorials opgericht omdat hun graven niet meer teruggevonden werden en men aanneemt dat ze zich onder de naamloze graven bevinden.

## Graven
- Raymond Asquith, luitenant bij het 3rd Bn Grenadier Guards was een zoon van de toenmalige Britse Eerste Minister Herbert Asquith. Hij sneuvelde op 15 september 1916 in de leeftijd van 37 jaar.

### Onderscheiden militairen
- John Collier Stormonth-Darling, luitenant-kolonel bij de Cameronians (Scottish Rifles) en G.A. Stacey, majoor bij het London Regiment (Royal Fusiliers) werden onderscheiden met de Distinguished Service Medal (DSO).
- Leopold Reginald Hargreaves, kapitein bij de Irish Guards en Frank Everard Boundy, luitenant bij de The King's (Liverpool Regiment) werden onderscheiden met het Military Cross (MC).
- F. Baker, compagnie sergeant-majoor bij de The Buffs (East Kent Regiment); F. Bowler, sergeant bij de Sherwood Foresters (Notts and Derby Regiment) en H. Calvert, soldaat bij het Royal Army Medical Corps werden onderscheiden met de Distinguished Conduct Medal (DCM).
- sergeant George Harold Barlow; de korporaals Ernest George Woolridge, J. Cray, A. Edwards, A.S. Knight en George Lovell en artillerist Gravatt Bundell Hobgen ontvingen de Military Medal (MM).

### Minderjarige militair
- Francis Frederick Saunders, soldaat bij de Sherwood Foresters (Notts and Derby Regiment) was slechts 17 jaar toen hij op 17 juli 1916 sneuvelde.

### Aliassen
- soldaat Felix Beattie diende onder het alias J. Graig bij de Royal Inniskilling Fusiliers.
- schutter D.F. Tuhey diende onder het alias D.F. Welch bij het London Regiment (The Rangers).
- kanonnier H. Nye diende onder de alias H. Cotton bij de Royal Field Artillery.